# Mercantilització

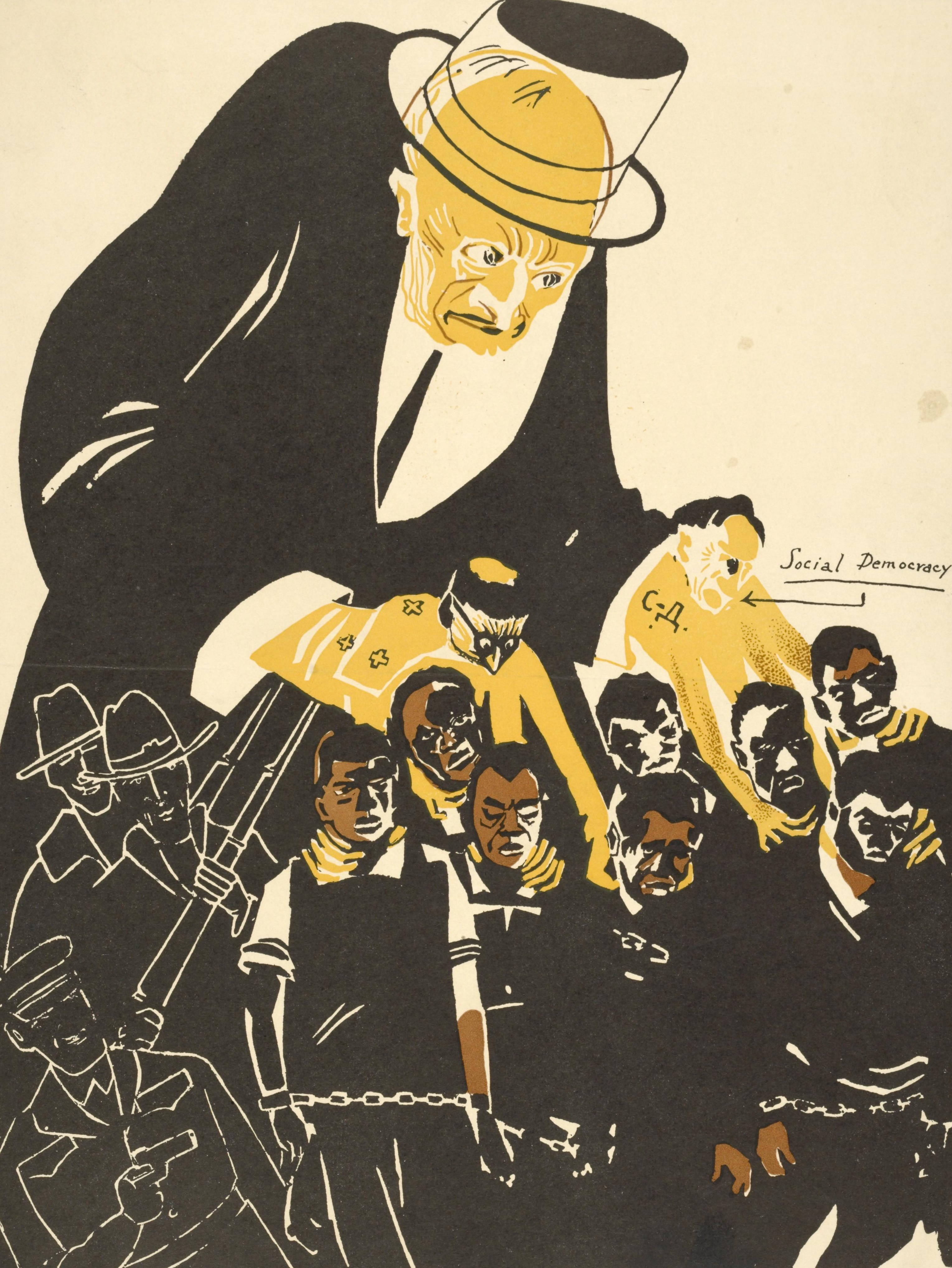

La mercantilització és, en economia, el procés de transformació de béns i serveis en mercaderies comercialitzables amb finalitats de lucre. És a dir, quan el valor de canvi dels objectes preval sobre el seu valor d'ús.
El valor d'ús dels objectes és aquell que es deriva de la seva capacitat per satisfer les necessitats humanes dels subjectes, mentre que el seu valor de canvi és la quantitat de diners necessaris per adquirir els objectes. Segons Karl Marx, el qual va teoritzar sobre el «fetitxisme de la mercaderia» a El capital (1867), el procés de mercantilització del capitalisme avança convertint fins i tot la força de treball, el temps de vida i els recursos naturals en mercaderies en mans de la burgesia especuladora.
El moviment antiglobalització ha criticat la mercantilització i defensa que els serveis de salut i educació i la terra existeixin com a finalitats en si mateixes i no com a mitjà per obtenir uns guanys. Per exemple, l'anticapitalisme implica la denúncia del fet que, en la societat contemporània, aspectes com el treball de cures, la cultura, l'educació i l'habitatge, s'estan convertint en una mera mercaderia. A manera d'exemple, un dels eslògans d'ATTAC és «El món no és una mercaderia».